# Estación Nyūgawa
La estación Nyūgawa (壬生川駅 Nyūgawa-eki?) es una estación de la línea Yosan de la Japan Railways que se encuentra en la ciudad de Saijō de la prefectura de Ehime. El código de estación es el "Y36".

## Estación de pasajeros

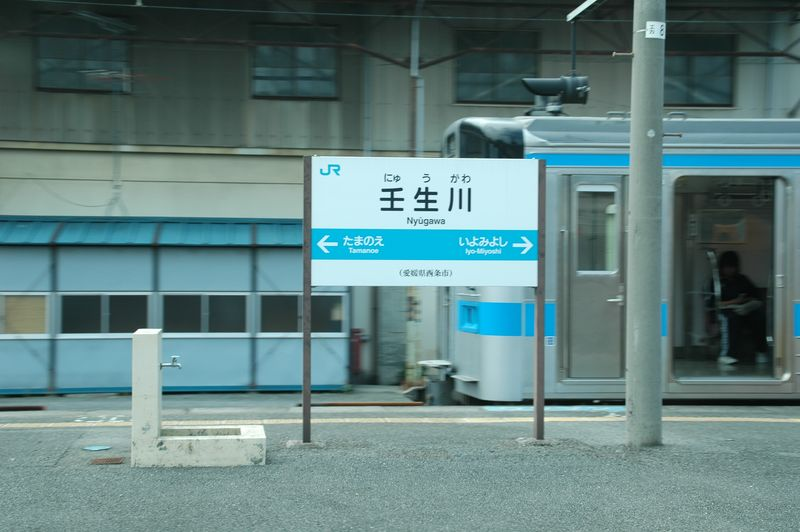
Estación Nyugawa.

Cuenta con dos plataformas, una plataforma con vías de un solo lado (andén 1) y otra plataforma con vías a ambos lados (andenes 2 y 3). Es la misma disposición que se puede apreciar en las principales estaciones de la línea Yosan (estación Iyosaijo, estación Iyohōjō, estación Niihama, estación Iyomishima).

### Andenes
| 1 | ● Línea Yosan |                                                                  | Hacia Saijo, Niihama, Iyomishima, Kawanoe, Kanonji, Takamatsu y Okayama (incluye todos los servicios rápidos) |
| 2 | ● Línea Yosan |                                                                  | Hacia Imabari, Hojo, Matsuyama, Yawatahama y Uwajima (incluye todos los servicios rápidos)                    |
| 3 | ● Línea Yosan |                                                                  | Hacia Saijo, Niihama, Iyomishima, Kawanoe y Kanonji (sólo algunos servicios comunes)                          |
| 3 | ● Línea Yosan | Hacia Imabari, Hōjō y Matsuyama (sólo algunos servicios comunes) | |

## Alrededores de la estación
- Dependencias del Ayuntamiento de la ciudad de Saijō (antiguo Ayuntamiento de la ciudad de Tōyo)
- Biblioteca Tōyo de la ciudad de Saijo
- Oficina de correos de Tōyo
- Puerto de Tōyo

## Historia
- 1923: el 1° de mayo se inaugura la estación Nyūgawa.
- 1987: el 1° de abril pasa a ser una estación de las divisiones Ferrocarriles de Pasajeros de Shikoku y Ferrocarriles de Carga de la Japan Railways.

## Estación anterior y posterior
- Línea Yosan 
  - Estación Tamanoe (Y35) << Estación Nyūgawa (Y36) >> Estación Iyomiyoshi (Y37)